# Halecium arcticum
Halecium arcticum is een hydroïdpoliep uit de familie Haleciidae. De poliep komt uit het geslacht Halecium. Halecium arcticum werd in 2007 voor het eerst wetenschappelijk beschreven door Ronowicz & Schuchert. 